# HD126876
HD126876 — хімічно пекулярна зоря спектрального класу
B8 й має видиму зоряну величину в смузі V приблизно  8,3.

## Пекулярний хімічний склад
Зоряна атмосфера HD126876 має підвищений вміст 
Si
.